# Kechnec
Kechnec (Hongaars: Kenyhec) is een Slowaakse gemeente in de regio Košice, en maakt deel uit van het district Košice-okolie.
Kechnec telt 1.053 inwoners.
Tijdens de volkstelling van 2011 gaf 13% van de inwoners aan te behoren tot de Hongaarse minderheid in Slowakije. De plaats ligt op een steenworp afstand van de grens met Hongarije en had tot 1948 een in meerderheid Hongaarstalige bevolking.